# Babočka admirál
Babočka admirál (Vanessa atalanta Linné, 1758) je jeden z největších denních motýlů Česka z čeledi babočkovitých. Je rozšířena v téměř celé Evropě, na Blízkém východě, v Severní Americe, Asii a severní Africe. Vyskytuje se převážně v teplejších oblastech, ale v létě migruje i dále na sever. Do Česka přilétají ze Středomoří, ale na podzim dospělí jedinci většinově odlétají. Druh není ohrožen.

## Popis

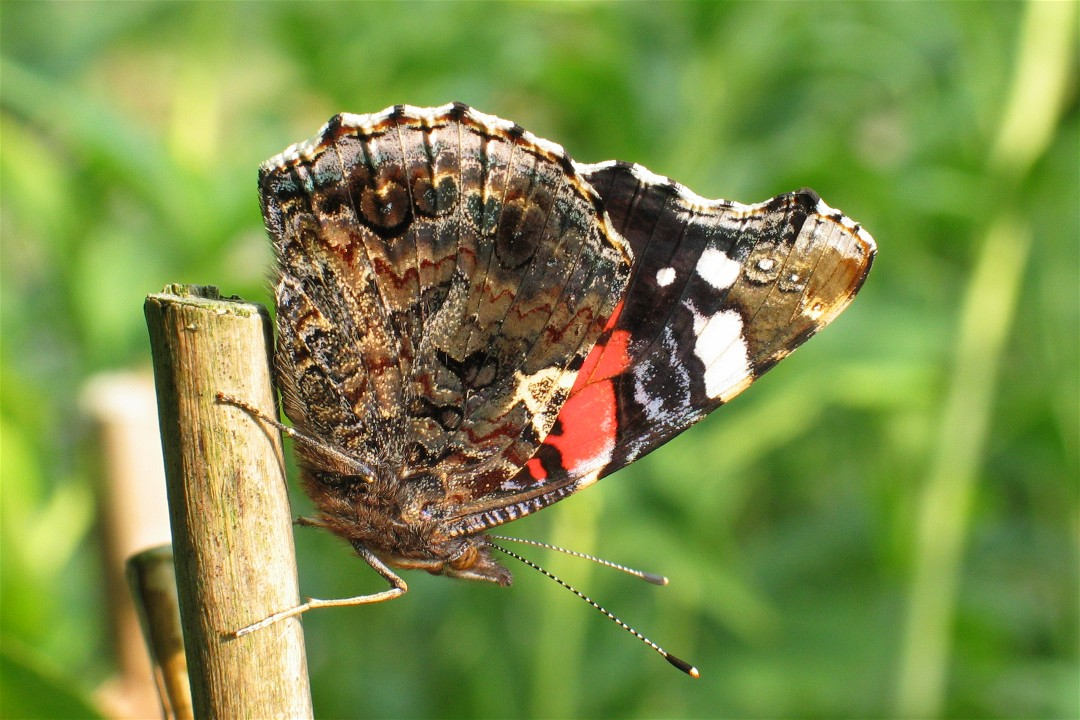
Babočka admirál

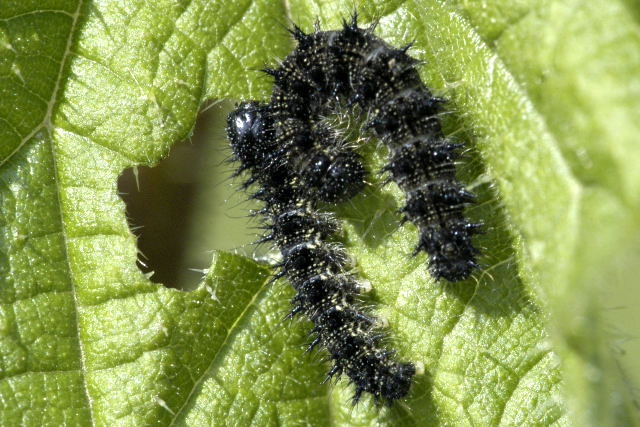
Housenky babočky admirála

Poměrně velký motýl s rozpětím křídel okolo 5–6 cm charakteristického zbarvení. Na obou párech křídel jsou na tmavě hnědém podkladě oranžově až červeně zbarvené pruhy, na předních křídlech dále výrazné bílé skvrny, na krajích obou párů křídel jsou rovněž drobné planě modré skvrnky.

## Způsob života

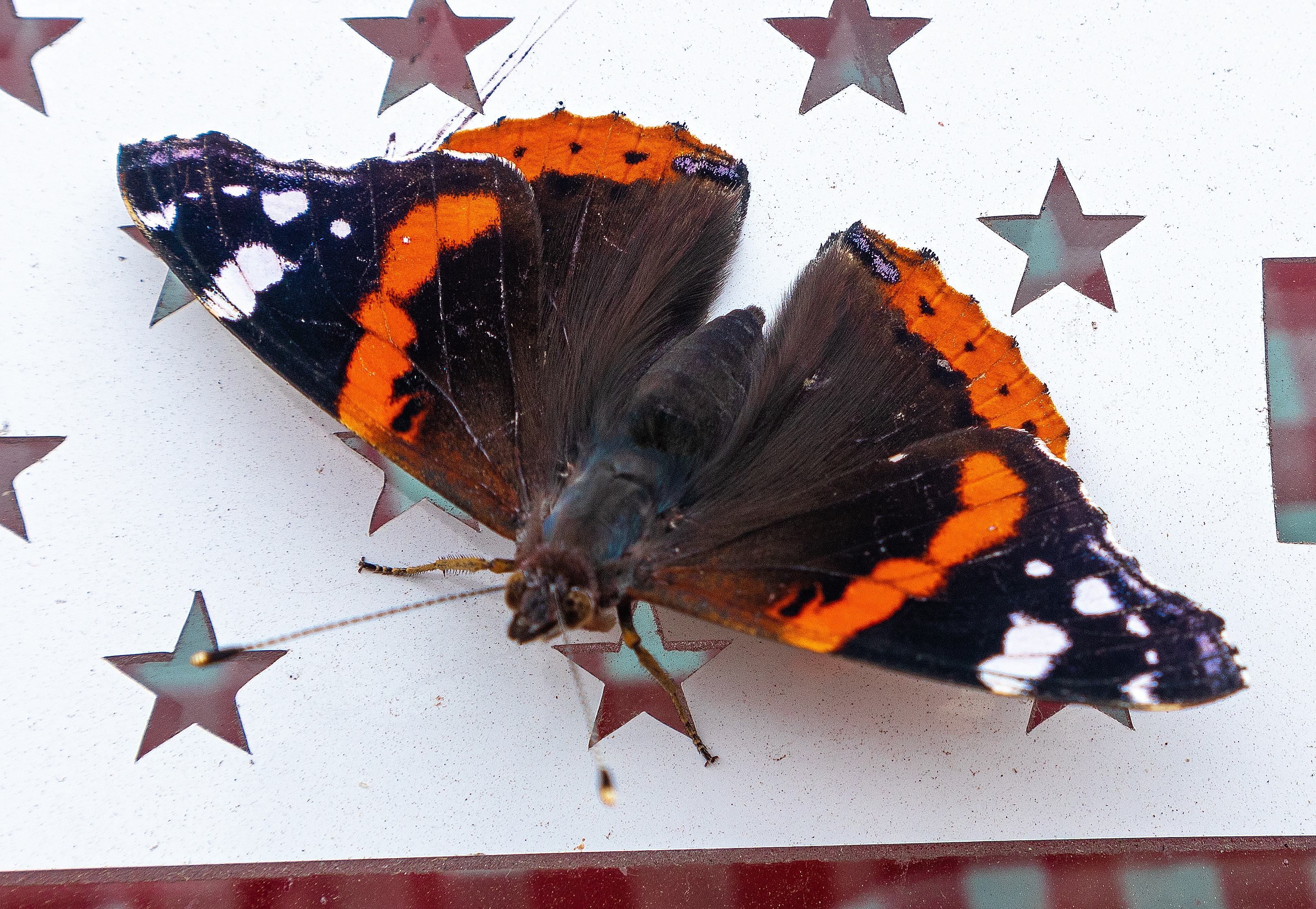
Vanessa atalanta

Na českém území jsou k zastižení od května do října. V květnu do střední Evropy přilétají jedinci z jihu. Rozmnoží se tu a na podzim zase odlétají zpět na jih. Když je ve střední Evropě zima, zakládají tam generaci, která na jaře přilétá nazpět. Na severu Evropy imága nejsou schopna přezimovat. V Česku výjimečně přezimují ve sklepích. Vytváří dvě generace, v chladnějších oblastech pouze jednu.
Tato babočka žije solitérně a vyskytuje se na loukách, okrajích lesů a zahradách. Dospělci se živí nektarem a na podzim mnohdy přezrálým ovocem, na kterém je lze díky tomu také často vidět. V odpoledních hodinách samci hájí dočasná teritoria na keřích či stromech.
Samice kladou vajíčka na různé druhy kopřivovitých (Urticaceae), kterými se larvy následně živí. Housenky jsou černé, na bocích mají slabé žluté pruhy a na hřbetě žlutozelené rozvětvené trny. Žijí jednotlivě v sepředeném listu kopřivy. Stadium kukly trvá cca 7–10 dnů.